# Symbolische Gewalt
Die symbolische Gewalt (violence symbolique) ist ein vom französischen Soziologen Pierre Bourdieu entwickelter Begriff und bedeutet verkannte und damit gesellschaftlich anerkannte Gewalt, mit Hilfe derer die herrschende Sicht der sozialen Welt legitimiert wird.
Bourdieu unterscheidet die symbolische Gewalt von der „nackten Gewalt“. Wann welche Gewalt zur Anwendung kommt, hängt vom Stand des Kräfteverhältnisses zwischen den beiden Parteien und der Integration und ethischen Integrität der sie umgebenden Gruppe ab.
Symbolische Gewalt ist in jedem Handlungsinhalt verborgen, welcher durch die äußere Handlungsform in der Praxis verneint wird. Dies geschieht jedoch nicht bewusst in Form eines rationalen Kalküls. Die Gewalt wirkt durch eine Art Komplizenschaft. Sie ist im Habitus der Akteure verankert: entweder in Dispositionen zum Herrschen oder in Dispositionen zur Unterwerfung.
Symbolische Gewalt kann ihrer symbolischen Stärke beraubt werden, indem die Willkür, mit der sie wirkt, bewusst gemacht wird, also die Verkennung der Doxa (d. h. Prinzipien des Beurteilens und Bewertens) beseitigt wird. In enger Verbindung mit symbolischer Gewalt stehen symbolische Macht und symbolische Herrschaft.

## Symbolische Macht
Symbolische Macht ist in diesem Zusammenhang eine Macht zur Durchsetzung der Anerkennung der Macht. Die Durchsetzung wird mittels Machtdemonstration durch Vorzeigen erreicht. Hierzu ist wiederum eine Akkumulation von symbolischem Kapital nötig.
Durch symbolische Macht wird die Wahrheit als Macht, als Gewalt, als Willkür verkannt. Teilweise werden die beiden Begriffe symbolische Macht und symbolische Gewalt synonym gebraucht.
In modernen Gesellschaften ist das Machtverhältnis an Stelle von persönlichen Beziehungen in institutionalisierten Positionen verankert.

## Symbolische Herrschaft
Diese „sanfte“ Form von Gewalt ist eine Art der Ausübung von Herrschaft und Ausbeutung. Jene symbolische Herrschaft ist leichter durchzusetzen, da sie weniger auf Missbilligung stößt. Ebenso wie die Akkumulation von symbolischem Kapital nur durch eine Arbeit der Verschleierung legitimiert wird, beruht die symbolische Herrschaft, welche als legitim anerkannt ist, auf Verschleierung.
Siehe auch: Strukturelle Gewalt

## Die männliche Herrschaft
In seinem Werk Die männliche Herrschaft (franz. 1998) untersucht Bourdieu eine besondere Form der symbolischen Herrschaft. Zwischen Männern und Frauen bestehe ein enormer Unterschied in der Wahrscheinlichkeit des Zugangs zum öffentlichen Raum. Weiterhin seien Frauen im öffentlichen Raum systematisch unterhalb der Männer positioniert. Dies sei, so Bourdieu, auf die Sozialisation innerhalb einer Gesellschaft zurückzuführen, in denen der geschlechtliche Habitus ausgeprägt werde. Hieraus ergebe sich die Zweiseitigkeit des Herrschaftsverhältnisses. Im weiblichen Habitus seien Dispositionen zur Unterwerfung verankert, im männlichen dagegen Dispositionen zum Herrschen. Auf beiden Seiten sei dies jedoch unbewusst. Den symbolisch generierten Zuschreibungen unterstellt Bourdieu eine nur scheinbare Naturhaftigkeit. Die Einteilung in Geschlechter scheine dann naturgegeben zu sein.
Laut Bourdieu hat es bereits Veränderungen in den Herrschaftsstrukturen gegeben: Die männliche Herrschaft setzt sich nicht mehr mit der Evidenz des Selbstverständlichen durch. Jedoch werden durch diese sichtbaren Veränderungen immer noch Kontinuitäten verborgen. Um das Herrschaftsverhältnis ganz aufzubrechen, bedürfe es einer Revolution der symbolischen Ordnung, die sich nicht auf eine Bewusstseinskonversion beschränkt, sondern die Weltsichten verändert und bei den Dispositionen ansetzt.